# E-faktura
E-faktura (tidigare även kallat E-giro) är ett system för elektroniska fakturor som till skillnad från autogiro, som i själva verket är en fullmakt att dra pengar från ett konto, ger betalaren kontroll att godkänna en betalning av en faktura innan pengarna dras från bankkontot.
Fakturan presenteras elektroniskt i internetbanken och efter godkännande från kontoinnehavaren görs betalningen automatiskt på förfallodagen. I den meningen är e-fakturan egentligen ett vilande betalningsuppdrag placerat i en bank. Vissa av bankerna har också stöd för automatisk betalning vilket innebär att kunden, per företag som erbjuder e-faktura, kan välja om betalningen ska göras automatiskt eller manuellt.

## Historia

### Sverige
E-giro var Bankgirots produktnamn för elektronisk faktura mellan företag och privatpersoner. E-giro togs fram i samarbete med Skandinaviska Enskilda Banken, Svenska Handelsbanken, Danske Bank och Skandiabanken 1998–1999. Konkurrerande system användes av Föreningssparbanken och Nordea och kallades e-faktura. Idag har även Länsförsäkringar bank, Icabanken, Marginalen, Sparbanken Öresund, Sparbanken Syd, Swedbank och Ålandsbanken stöd för e-faktura via Bankgirot.
Bankernas system kopplades samman 2002 så att företagen via ett avtal kunde nå alla sina privatpersoner oavsett internetbank. De banker som kallade systemet e-giro bytte benämning på det till e-faktura 2005 för att få enhetlig terminologi.

### Webbkällor
- ”Elektronisk faktura – Ett logiskt val”. BGC. Arkiverad från originalet den 12 augusti 2010. https://web.archive.org/web/20100812003054/http://www.bgc.se/Default____8924.aspx. Läst 22 september 2010.
- ”Vad är e-faktura?”. E-faktura.com. http://www.e-faktura.com/. Läst 6 juni 2019.